# 김홍남
김홍남(金紅男, 1948년 1월 23일~)은 대한민국의 미술사학자이다.
국립중앙박물관 관장 및 현 이화여자대학교 교수이다. 뉴욕 아시아 소사이어티에서 록펠러 아시아 미술 컬렉션 담당 학예사로 활동했다. 대한민국으로 돌아와서는 이화여자대학교 박물관, 국립민속박물관, 국립중앙박물관의 관장을 지냈다.

## 수상
- 2005년: 한국박물관협회 제8회 자랑스런 박물관인상
- 2008년: 프랑스 국가훈장 레지옹 도뇌르 수훈